# Treosulfan
Treosulfanul este un medicament chimioterapic din clasa agenților alchilanți, fiind un sulfonat de alchil. Este utilizat în asociere cu fludarabina ca parte a tratamentului de condiționare, anterior transplantului de celule stem alogene hematopoietice. Căile de administrare disponibile sunt orală și injectabilă.
A fost studiat și pentru tratamentul melanomului uveal.